# Salix cryptodonta
Salix cryptodonta är en videväxtart som beskrevs av Merritt Lyndon Fernald. Salix cryptodonta ingår i släktet viden, och familjen videväxter. Inga underarter finns listade i Catalogue of Life.